# ژئوپلیتیک
ژِئوپلیتیک یا جغراسیاست(به آلمانی: geopolitik) مطالعه تأثیرات جغرافیا (انسانی و طبیعی) بر سیاست و روابط بین‌الملل است. درحالی‌که جغراسیاست معمولاً به کشورها و روابط بین آنها اشاره می‌کند، ممکن است بر دو نوع دولت دیگر نیز تمرکز کند: دولت‌های مستقل بالفعل یا با رسمیت محدود و روابط بین نهادهای جغراسیاسی فرعی،مانند ایالت فدرال که یک فدراسیون، کشورگان یا یک سیستم شبه‌فدرال را تشکیل می‌دهند.

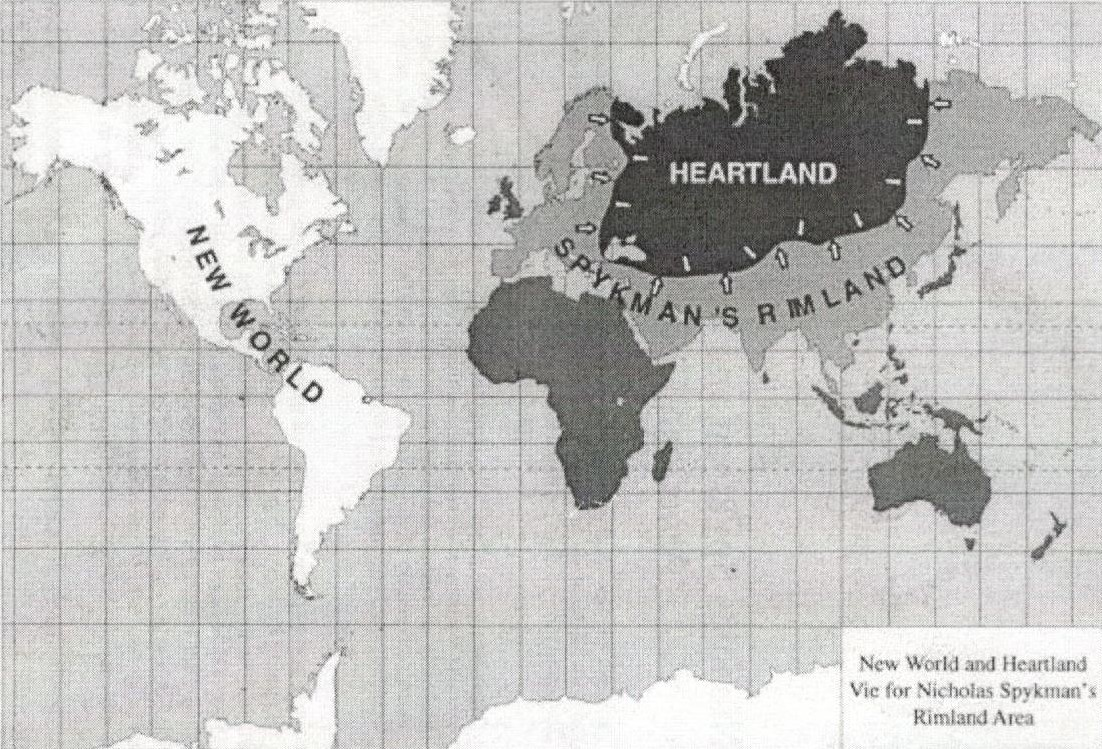
تقسیم‌بندی جغراسیاسی قاره‌های زمین برحسب نظریه قلب زمین (heartland)

در سطح روابط بین‌الملل، جغراسیاست روشی برای مطالعه سیاست خارجی برای درک، تبیین و پیش‌بینی رفتار سیاسی بین‌المللی از طریق متغیرهای جغرافیایی است. اینها شامل مطالعات منطقه، اقلیم، عارضه‌نگاری، جمعیت‌شناسی، منابع طبیعی و علوم کاربردی منطقه مورد ارزیابی است.
جغراسیاست بر قدرت سیاسی مرتبط با فضای جغرافیایی، به ویژه آب‌های سرزمینی و سرزمین‌های خشکی در ارتباط با تاریخ دیپلماتیک تمرکز دارد. موضوعات جغراسیاست شامل روابط بین منافع بازیگران سیاسی بین‌المللی متمرکز در یک منطقه، یک فضا یا یک عنصر جغرافیایی است، روابطی که یک سیستم جغراسیاسی را ایجاد می‌کند. جغراسیاست انتقادی تئوری‌های جغراسیاست کلاسیک را با نشان دادن کارکردهای سیاسی/ایدئولوژیکی آنها برای قدرت بزرگ جهانی واسازی می‌کند. آثاری وجود دارد که جغراسیاست انرژی‌های تجدیدپذیر را مورد بحث قرار می‌دهد.
به گفته کریستوفر گوگویلت و سایر محققان، این اصطلاح در حال حاضر برای توصیف طیف گسترده‌ای از مفاهیم، به معنای کلی به عنوان «مترادف روابط سیاسی بین‌المللی»، اما به‌طور خاص «برای دلالت بر ساختار جهانی چنین روابطی» استفاده می‌شود؛ این کاربرد بر پایه «اصطلاح ابتدایی قرن بیستم برای شبه‌علم جغرافیای سیاسی» و دیگر نظریه‌های شبه‌علمی جبر تاریخی و جغرافیایی استوار است.

## تعریف جغراسیاست
عبارت ژئوپولتیک از «ژئو» به معنی زمین (جغرافیا) و «پلیتیک» به معنی سیاست تشکیل شده‌است.
تعاریف متعددی از واژه جغراسیاست از سوی علمای علوم سیاسی، روابط بین‌الملل و جغرافیا صورت پذیرفته‌است. اکثر دانشمندان جغراسیاست قائل به جدایی حوزه‌های جغراسیاست و جغرافیای سیاسی هستند.
دانشنامه روابط بین‌الملل و سیاست جهان، جغراسیاست یا جغرافیای سیاسی را بررسی تأثیر عوامل جغرافیایی بر رفتار دولت‌ها می‌داند. این که چگونه موقعیت مکانی، اقلیم، منابع طبیعی، جمعیت و یک تکه زمینی که یک دولت روی آن قرار گرفته‌است، گزینه‌های سیاست خارجی دولت و جایگاه آن را در سلسله مراتب دولت‌ها تعیین می‌کند.
حسین بشیریه موضوع جغراسیاست را مطالعه مبانی جغرافیایی قدرت دولتها می‌داند. نقش ویژگی‌های سرزمین، آب و هوا، منابع طبیعی، موقعیت جغرافیایی، ویژگی‌های جمعیتی و خصوصیات فرهنگی بر شکل و عملکرد نظام سیاسی، مورد بحث این شاخه از دانش سیاسی است. به‌علاوه چون هر یک از دولت‌ها بخشی از فضای جغرافیایی-سیاسی جهان را تشکیل می‌دهند، بحث از روابط بین‌الملل از این دیدگاه خاص نیز مطرح می‌شود. ادموند والش، به عنوان یک دانشمند سیاسی تعریفی بر مبنای عدالت بین‌المللی ارائه داده و معتقد است جغراسیاست، مطالعه مرکب از جغرافیای انسانی و علم سیاسی کاربردی است که تاریخ آن به دوران ارسطو، منتسکیو و کانت بازمی‌گردد.